# Генрих V (король Англии)
Ге́нрих V (англ. Henry V; 9 августа, по другим данным, 16 сентября 1386 или 1387, замок Монмут, Монмутшир, Уэльс — 31 августа 1422, Венсенн (ныне в Париже), Франция) — король Англии с 1413 года, из династии Ланкастеров, один из величайших полководцев Столетней войны.

## Происхождение
Генрих происходил из Ланкастерской ветви английской королевской династии Плантагенетов, основателем которой был Джон Гонт, четвёртый сын короля Англии Эдуарда III. Благодаря первому браку с Бланкой Ланкастерской он унаследовал богатые и обширные владения, а также получил герцогский титул. Джон Гонт играл заметную роль в английской политике в последние годы жизни отца, а также во время правления племянника, Ричарда II. Его единственным выжившим законнорождённым сыном был Генрих Болингброк, который в 1399 году сверг с английского престола Ричарда II и короновался под именем Генриха IV, став первым английским правителем из новой королевской династии Ланкастеров.
Генрих IV был женат на Марии де Богун, одной из двух дочерей Хамфри де Богуна, 7-го графа Херефорда. Основной наследницей богатых владений Богунов была её сестра, Элеонора де Богун, которая была замужем за Томасом Вудстоком, герцогом Глостером, младшим братом Джона Гонта. Позже и Генрих IV, и Генрих V оспаривали «несправедливый» раздел владений Богунов с Анной Глостерской, наследницей Элеоноры, вынудив её в итоге согласиться на новый раздел, устраивавший Ланкастеров.
Генрих V был старшим из четырёх сыновей Генриха IV и Марии де Богун. У него было трое младших братьев, Томас, герцог Кларенс, Джон, герцог Бедфорд, и Хамфри, герцог Глостер, а также 2 сестры, Бланка и Филиппа.

## Ранние годы
Генрих родился 9 августа или 16 сентября 1386 или 1387 года. Местом его рождения была сторожевая палата в замке Монмут, из-за чего в источниках за принцем закрепилось имя Генриха Монмута.
Поскольку Генрих не был предназначен для наследования трона, о его детских годах известно не очень много. Его отец, который в то время носил титул графа Дерби, часто отсутствовал. В июне 1394 года, когда мальчику было 6 или 7 лет, умерла его мать. Известно, что в 1395 году он болел. В том же году ходили разговоры о его возможной женитьбе на Марии Бретонской, дочери герцога Жана IV (V) Бретонского. Гувернанткой Генриха и его братьев, а также, возможно, сестёр, была Мэри Херви. Много времени мальчик провёл в поместьях бабушки, Джоан, вдовствующей графини Херефорд, а также в имениях отца в герцогстве Ланкастер. С конца XV века традиционно считалось, что в 1389 году Генрих проживал в Королевском колледже Оксфордского университета, ректором которого в это время был Генри Бофорт, один из легитимизированных сыновей Джона Гонта и Екатерины Суинфорд, единокровный брат Генриха Болингброка. Однако данная гипотеза подвергается сомнению современными источниками.
В 1398 году Ричард II приговорил к изгнанию Генриха Болингброка из Англии. Тем не менее, к его наследнику король относился достаточно благосклонно, взяв мальчика под опеку, и выделив 500 фунтов на его содержание. В феврале 1399 года умер Джон Гонт, после чего Ричард II объявил о конфискации его владений и титулов. В мае король отплыл в военный поход в Ирландию, где в это время вспыхнуло восстание. Генриха он взял с собой, посвятив его в рыцари. Отсутствием Ричарда II в Англии решил воспользоваться Генрих Болингброк, намереваясь отвоевать своё наследство. В начале июля он высадился в Равенспуре в Северном Йоркшире. Когда до короля дошло известие о появлении в Англии Болингброка, его сын оказался в неловком положении, однако Генриху удалось убедить сюзерена в том, что он не имеет никакого отношения к этим быстро развивающимся событиям. Тем не менее, из соображений безопасности Ричард II поместил юношу в замок Трим, располагавшийся к северо-западу от Дублина, скорее всего, в качестве почётного заложника.

## Наследник английского престола
Вернувшись в Англию, Ричард II попал в плен и 29 сентября был вынужден отречься от престола. 30 сентября на заседании собравшегося парламента Болингброк под именем Генриха IV был провозглашён королём.
После того как отец занял трон, его наследник вернулся в Англию. Он был посвящён в рыцари ордена Бани и на коронации отца, проходившей 13 октября в Вестминстерском аббатстве, нёс затупленный меч в ножнах, символизирующий справедливость. 2 дня спустя парламент согласился с тем, что Генрих должен получить титулы принца Уэльского, герцога Корнуолльского и графа Честера. Позже, в том же месяце он получил также титул герцога Аквитанского, а 10 ноября — титул герцога Ланкастера вместе с полагающимися ему привилегиями и свободами, однако само герцогство осталось в составе коронных земель.
Однако пока что положение новой династии было неустойчивым. Уже в начале 1400 года был организован заговор, целью которого было убийство Генриха IV во время празднования 6 января Крещения в Виндзоре и возвращение на престол Ричарда II. Его организовали несколько представителей высшей знати — графы Хантингдон, Кент, Ратленд и Солсбери. Однако заговор был раскрыт, Генрих IV с семьёй незамедлительно уехал в Лондон. Вскоре мятеж был подавлен, а трое из главарей казнены; пощадили только графа Ратленда, который успел переметнуться на сторону короля. В последующие годы Генриху IV пришлось столкнуться ещё с несколькими восстаниями.

## Управление Уэльсом
В последующие годы новому королю пришлось столкнуться с восстанием в Уэльсе, которым руководил Оуайн Глиндур — валлийский землевладелец, у которого были земли в Северном Уэльсе. Восстание началось в сентябре 1400 года. Поскольку титул принца Уэльского носил Генрих Монмут, то именно ему пришлось заниматься его подавлением. Расходы на это покрывались сильно уменьшившимися доходами от Уэльса, дополненными поступлениями из Корнуолла, Честера и центрального казначейства.
В начале восстания юный Генрих служил под началом Генри Перси, вошедшего в историю под прозвищем «Хотспур» (Горячая шпора), наследника графа Нортумберленда, назначенного в октябре 1399 года юстициарием Честера и Северного Уэльса, отвечавшим за подавление восстания. Военные действия, часть из которых проводил сам принц, в 1401—1402 годах принесли неоднозначные результаты. Восстание распространилось по всему Уэльсу, поскольку в гористой местности оказалось трудно вынудить противника вступить в битву, а набеги на территорию, которую контролировали мятежники, были неэффективными.
В июле 1403 года возникла новая угроза — восстание семьи Перси, владения которой располагались в Северной Англии. Точные причины мятежа неизвестны. Во главе нового мятежа стал Генри Хотспур, двинувший свои силы через Чешир, чтобы соединиться с людьми Глиндура. Навстречу ей двинулась королевская армия, встретившая мятежников 21 июля в 2 милях к северу от Шрусбери. В состоявшейся битве мятежники были разбиты. В ней проявил себя и принц Генрих. Будучи раненым в лицо стрелой, пущенной чеширским лучником, он повёл своих людей по склону, ввязавшись в рукопашную схватку. Хотспур, бившийся во главе своей армии, с 30 отборными воинами безуспешно пытался пробиться к Генриху IV, и был убит, а два других командира восставших, граф Вустер (дядя Хотспура) и Арчибальд Дуглас, попали в плен. После этого битва угасла. Через 2 дня граф Вустер и ещё двое мятежных рыцарей были казнены. Полученная Генрихом рана чуть было не оказалась смертельной: при попытке вытащить стрелу медики обнаружили, что её наконечник остался глубоко внутри, расщепив кость. Генриху грозила смерть от заражения крови. Однако королевскому врачу Джону Брэдмору удалось спасти ему жизнь: он придумал специальное приспособление, вводя которое в рану, раздвигал его кончик, чтоб захватить наконечник и вытащить его наружу. Операция длилась несколько часов, и во время неё наконечник почти протолкнули сквозь носовую полость, в то время как оперируемый все время находился в сознании, испытывая невыносимую боль и проявляя чудеса самообладания. Благодаря успешному извлечению наконечника и незамедлительному дезинфицированию раны при помощи меда Генрих выжил и полностью выздоровел. Однако лицо его на всю жизнь осталось обезображено шрамом.
Противостояние англичан с восставшими валлийцами достигло апогея в 1404—1405 годах. В парламенте сообщалось, что принц Генрих вёл против мятежников активные действия, но добиться успеха было нелегко, а финансировать продолжавшуюся войну было всё сложнее. В начале 1406 года командование армией в Уэльсе полностью перешло в руки принца. После этого ситуация для англичан стала меняться в лучшую сторону. Возможно, что причиной этого стало возросшее финансирование. Но не исключено, что сказалось уменьшение военной мощи валлийцев. А после захвата Генрихом в конце 1408 года Аберистуита восстание быстро пошло на убыль, прекратившись в 1410 году.
Участие в подавлении валлийского восстания сыграло большую роль в дальнейшей жизни Генриха. Он получил серьёзный военный опыт, завязал дружеские отношения, которые продлились всю жизнь. Кроме того, принц пришёл к пониманию того, что эффективное командование и грамотная организация вместе с регулярным снабжением армии финансами и вооружением могут привести к успеху на войне.

## Участие в управлении страной. Конфликт с отцом
К концу 1406 года ситуация в Уэльсе улучшилась настолько, что необходимость постоянного пребывания принца Генриха в княжестве исчезла. В итоге он смог регулярно принимать участие в совете отца. Вскоре он наряду с архиепископом Томасом Арунделом, который в 1407 году был назначен канцлером, оказался во главе группы, которая с явного одобрения парламента стала заниматься проблемами управления королевством. Её главной задачей стало изменение порядка управления финансами. С октября 1407 по январь 1410 года парламент не собирался. Кроме того, в 1408—1410 годах король тяжело заболел. В результате основное управление Англией оказалось в руках королевского совета. Важные роли в нём играли братья Генриха IV — Джон, Генри и Томас Бофорты, легитимизированные сыновья Джона Гонта, а также их двоюродный брат Томас Чосер. Постепенно им удалось оттеснить архиепископа Арундела, который в декабре 1409 года был вынужден уйти с поста канцлера. Фактически же совет возглавлял принц Генрих. С декабря 1409 и по ноябрь 1411 года совет фактически управлял Англией от имени короля. В его состав входили также Томас Лэнгли, епископ Дарема, который в 1417 году станет канцлером Генриха V, Генри Чичеле, который в 1414 году стал архиепископом Кентерберейским, и Ричард де Бошан, граф Уорик, близкий соратник принца. Они стремились, по словам Генри Бофорта, достигнуть порядка, справедливости и эффективности управления, особенно в надлежащем регулировании финансов короля.
Однако 30 ноября 1411 года Генрих IV вновь вернулся к управлению страной. Возможно, он был недоволен либо открытой поддержкой, которую его наследник выразил бургиньонам в борьбе за власть во Франции, либо якобы высказанным Генри Бофортом призывом к королю отречься от престола. В итоге принц Генри и его совет были отстранены от власти. В январе 1412 года король взял себе в советники второго сына Томаса, получившего титул герцога Кларенса. В последующие 15 месяцев принц Уэльский стал фактически изгнанником, будучи изолирован от политической жизни королевства. В это время обсуждалась возможность его брака с Анной, дочерью Жана Бесстрашного, герцога Бургундского, но к успехам переговоры не привели.
В этот период отношения принца Генриха с отцом и братом были напряжёнными; историки полагают, что у них были серьёзные разногласия. Есть свидетельства попыток подорвать позиции Генриха в Англии. При дворе и, возможно, за его пределами ходили сплетни о принце. Он был настолько серьёзно разочарован как своим отстранением от власти и управлением страной, так и проводимой отцом политикой поддержки арманьяков во Франции, что чувствовал себя обязанным публично защищаться. Возможно, именно к этому времени можно отнести рассказанную в «Хронике Монстрелле» историю о том, что Генрих взял отцовскую корону с постели, чтобы примерить её к своей голове. Принц, обладавший энергией и желавший реализовать свои идеи, вероятно, с облегчением воспринял смерть отца.

## Вступление на престол
Генрих IV умер 20 марта 1413 года. Генрих V на следующий день вступил на английский престол, а 9 апреля 1413 года был коронован в Вестминстерском аббатстве. Церемония была омрачена ужасной снежной бурей, и современники долго думали над тем, как можно трактовать это предзнаменование. Генриха описывают как «очень высокого (около 188 см), худого, с тёмными волосами, обрезанными над ушами в кольца, и чисто выбритого». Его вид был грубоватым, лицо — тощим, с выпуклым и заостренным носом. В зависимости от настроения его глаза «сверкали то мягко голубиным, то строгим львиным».

## Внутренняя политика
Генрих энергично взялся за все внутренние дела и постепенно построил на их основе более широкую политику. С самого начала стало ясно, что он будет править Англией как глава объединённой нации. С одной стороны, он оставил в прошлом конфликты: покойный Ричард II был с почетом повторно предан земле, молодой Мортимер был взят под покровительство, те наследники, что страдали при предыдущем правителе, были постепенно восстановлены в титулах и владениях. С другой стороны, если Генрих видел серьёзную государственную опасность, он действовал твердо и безжалостно. Так, во время недовольства лоллардов в январе 1414 года он приказал предать казни через сожжение своего старого друга Сэра Джона Олдкасла. Это нужно было, чтобы «подавить движение в зародыше» и сделать позицию правителя безопасной.

## Поход во Францию
12 августа 1415 года Генрих отплыл во Францию, где его войска осадили крепость Арфлер (битва под Арфлёром) и захватили её 22 сентября. После этого он решил двинуться со своей армией через французскую сельскую местность в сторону Кале, несмотря на предупреждения своего совета. 25 октября на равнине у деревней Азенкур и Трамкур, французская армия перехватила его путь (битва при Азенкуре). Несмотря на то, что его латники были истощены, голодны и численно уступали противнику, Генрих повел своих людей в бой, решительно победив французов, которые понесли тяжелые потери. Часто утверждается, что французские пехотинцы увязли в грязном поле битвы, промокшие от проливного дождя предыдущей ночи, и что это мешало продвижению французов, позволяя им быть удобными целями для фланговых английских и валлийских лучников. Большинство из них были просто зарублены, полностью застряв в глубокой грязи. Тем не менее, эта победа считается величайшей победой Генриха, наряду с битвой при Креси (1346 г.) и битвой при Пуатье (1356 г.) как величайшие английские победы в Столетней войне.
Генрих также разгромил генуэзский флот, который пытался помочь французам отбить осаждённый ими Арфлёр. Подписанный в 1416 году договор в Кентербери вылился в союз Англии с императором Священной Римской Империи Сигизмундом против Франции, который также помог преодолеть церковный раскол.
В 1417 году Генрих продолжил войну, покорив Нижнюю Нормандию и начав осаду Руана, но снова совершил необдуманный, чрезмерно жестокий поступок, заморив голодом женщин и детей, которые пытались выбраться из города и просили у англичан милостыню. Также Генрих стравил бургундцев и арманьяков, что привело к падению Руана в январе 1419 года. Всех сопротивлявшихся французов казнили: среди казнённых был Ален Бланшар, который повесил попавших в плен англичан и выставил их трупы на всеобщее обозрение на стенах города; а канонник Робер де Ливе, отлучивший короля от церкви, был осуждён на пять лет тюрьмы. 21 мая 1420 года, когда англичане уже стояли под Парижем, был заключён договор в Труа, по которому Генрих V становился наследником французского трона после кончины Карла VI Безумного. Успехи Генриха привели Францию на грань потери независимости и исчезновения с карты Европы: в июне—июле 1420 года была захвачена крепость Монтеро-Фол-Йонн недалеко от Парижа, а 2 июня 1420 года Генрих женился на Екатерине Валуа, дочери французского короля, в соборе Труа. 6 декабря 1421 года в Виндзорском замке у него родился сын Генрих.

## Смерть
Пока Генрих V был в Англии, его брат Томас Ланкастер, герцог Кларенс, возглавил английские войска, однако 22 марта 1421 года был убит в битве при Боже (ныне департамент Мен и Луара). 10 июня Генрих немедленно вернулся во Францию, поскольку ситуация вышла из-под его контроля. С июля по август 1421 года его войска осаждали Дрё и помогали союзным частям при Шартре, а 6 октября начали осаду Мо, взяв город 11 мая 1422 года. 31 августа 1422 года в Шато-де-Венсенн 36-летний английский король Генрих V скоропостижно скончался: считается, что причиной смерти стала дизентерия, которой он заболел ещё во время осады Мо. Незадолго до кончины Генрих V назначил своего брата Джона Ланкастерского, 1-го герцога Бедфорда, регентом при своём сыне Генрихе. Генрих V был похоронен в Вестминстерском аббатстве 7 ноября 1422 года.

## В культуре
В литературе
Генрих — один из основных персонажей хроник Шекспира «Генрих IV» (часть 1 и часть 2) и «Генрих V». В первой он фигурирует как «принц Хэл», который после смерти отца становится королём. Вторая посвящена битве при Азенкуре, противостоянию Англии и Франции и заканчивается сценами заключения мира с Карлом VI и знакомства с его дочерью.
Шекспир изображает принца Генриха беспутным юнцом, прожигающим жизнь в компании Фальстафа и других колоритных персонажей; когда же он становится королём, с ним происходит удивительная перемена, наделяющая его всеми положительными качествами, приличествующими образцовому монарху. В пьесе «Генрих V» король ещё больше идеализирован.
Канонизированное Шекспиром представление о юном Генрихе как повесе и гуляке исторической действительности не соответствует: во время правления отца (особенно в последние годы) он принимал активное участие в управлении государством.
В кино
- В фильме «Генрих V» (1944) воплощён Лоренсом Оливье.
- В фильме «Чёрный щит Фэлворта[англ.]» (1954) роль Генриха сыграл Дан О’Херлихи.
- В фильме «Фальстаф» (1965) роль наследника престола, будущего Генриха V сыграл Кит Бэкстер.
- В фильме «Генрих V» (1989) роль короля Генриха сыграл Кеннет Брана.
- В четырёхсерийном телевизионном сериале «Пустая корона», серия «Генрих V» (2012) роль короля Генриха сыграл Том Хиддлстон.
- В фильме «Король» (2019) роль Генриха исполнил Тимоти Шаламе.

В играх
- Один из персонажей в игре Bladestorm: The Hundred Years’ War.
- Персонаж в одной из миссий игры Age of Empires II: The Conquerors, где действие разворачивается во время заключительного эпизода Столетней Войны, когда Генрих V отбывает из Франции.